# Mayora Indah
 (novembre 2019).
Mayora Indah est une entreprise agroalimentaire indonésienne fondée en 1977. Elle a son siège à Jakarta.

## Produits
- Biscuit: Better, Danisa, Roma, Malkist Cokelat, Malkist Keju Manis
- Bonbons: Fresh'n Free, Kopiko, Kis, Plonk, Tamarin
- Gaufrette: Astor, Beng-Beng, Superstar, Zuperrr Keju
- Chocolat: Choki-Choki
- Céréale: Energen
- Café: Kopi Ayam Merak, Kopiko, Torabika
- Pulpe: Super Bubur
- Nouilles instantanées: Bakmi Mewah, Mi Gelas
- Boissons : Kopiko 78°C, Le Minerale, Teh Pucuk Harum, Q Guava